# 文塞斯勞·布拉斯
文塞斯劳·布拉斯·佩雷拉·戈麦斯（葡萄牙語：Venceslau Brás Pereira Gomes，葡萄牙語發音：[vẽsezˈlaw ˈbɾas peˈɾejɾɐ ˈɡõmis]，1868年2月26日—1966年5月15日），巴西政治家。布拉斯出生于米纳斯吉拉斯州。于1909年担任州长。但在1910年他当选为埃梅斯·罗德里格斯·达丰塞卡的副总统。他1914年当选总统任至1918年。他在1917年第一次世界大战向德意志帝国宣战，他是壽命最长的巴西总统，达到98岁。
在他總統任職期間，由於第一次世界大戰的爆發，導致由歐洲進口的加工產品大量減少，這也直接導致物價上漲，也間接導致1917年巴西歷史上的首次罷工。布拉斯曾經提出讓巴西工業化，但是由於巴西在當時是個以農業為主的國家，工業基礎非常薄弱，所以成較並不高。
| 前任： 埃梅斯·罗德里格斯·达丰塞卡 | 巴西总统         | 繼任： 德尔芬·莫雷拉                   |
| 前任： 尼洛·佩萨尼亚              | 巴西副总统       | 繼任： 乌尔巴诺·桑托斯·达科斯塔·阿劳霍 |
| 前任： 胡里奥·布埃诺·布兰达昂     | 米纳斯吉拉斯州长 | 繼任： 胡里奥·布埃诺·布兰达昂          |